# Zimiromus sinop
Zimiromus sinop Platnick & Shadab, 1981 è un ragno appartenente alla famiglia Gnaphosidae.

## Etimologia
Il nome della specie deriva dalla località brasiliana di rinvenimento degli esemplari nell'ottobre 1976: Sinop.

## Caratteristiche
L'olotipo maschile rinvenuto ha lunghezza totale è di 3,73mm; la lunghezza del cefalotorace è di 1,51mm; e la larghezza è di 1,20mm.

## Distribuzione
La specie è stata reperita nel Brasile centrale: l'olotipo maschile è stato rinvenuto nella città di Sinop, appartenente allo stato del Mato Grosso.

## Tassonomia
Al 2016 non sono note sottospecie e dal 1981 non sono stati esaminati nuovi esemplari.